# Majestic Athletic
Majestic Athletic — американская компания, специализирующаяся в разработке, производстве и продаже спортивной одежды, экипировки для команд и верхней одежды. Штаб-квартира компании находится в Тампе, штат Флорида, а производственные мощности — в Истоне, штат Пенсильвания. Majestic — официальный экипировщик Главной Бейсбольной Лиги (MLB).
Majestic также производит спортивную одежду по лицензии других профессиональных лиг, таких как NFL, NHL, NBA и AFL.

## История
Majestic Athletic была основана в 1976 году Фаустом Капобьянко. До момента основания собственного бренда семья Капобьянко работала под брендом Maria Rose Fashions. Бизнес по производству модной одежды не пользовался широким интересом у потребителей, поэтому компания приняла решение сосредоточиться на производстве спортивной одежды и экипировки.
В 1982 году компания начала в тестовом режиме сотрудничать с MLB. Два года спустя компания подписала свой первый лицензионный контракт с MLB и начала экипировать команды-участники лиги.
Компания начала сотрудничать с NFL в 1989 году, изначально как производитель фан-атрибутики, а затем и как технический партнёр ряда команд.
В 2004 году, после 22 лет производства спортивных костюмов с символикой MLB и одежды для фанатов, Majestic стала эксклюзивным поставщиком спортивной формы для всех 30 команд лиги.
VF Corporation приобрела Majestic в 2007 году, а спустя два года была создана «VF Licensed Sports Group». В марте 2015 года Majestic возобновила свой контракт с MLB до 2019 года.
В 2016 году Majestic перезаключила лицензионное соглашение на производство фанатской атрибутики для NFL.
В 2015 году MLB добавила награду Majestic Athletic Always Game Award в качестве третьего почётного приза лиги, в категории «Выбор игроков».
25 января 2019 года MLB заявила, что Nike, а не Under Armour, заменит Majestic в качестве официального поставщика экипировки для лиги, начиная с сезона 2020 года. Majestic продолжит предоставлять спортивную форму в течение сезона 2019 года.
17 января 2017 года клуб AFL «Brisben Lions» объявил о своём партнерстве с Majestic, что стало первым спонсорским контрактом Majestic в рамках AFL.
4 апреля 2017 года VF Corporation объявила, что распродаёт часть своего бизнеса, принадлежащего Licensed Sports Group, включая Majestic. Покупателем становится сеть розничной торговли спортивной одежды Fanatics.